# Calatin
Calatin ['kaladʴiːn], auch Cailitin oder Calaitin, ist ein sagenhafter Zauberer der keltischen Mythologie Irlands. Calatin wird auch als Vater der Badb angesehen.
In der Erzählung Aided Chon Culainn („Der Tod Cú Chulainns“) wird berichtet, dass er einer der gefährlichsten Gegner Cú Chulainns war und von diesem besiegt wurde. Seine Kinder, „Clan Calatin“ jedoch wurden von Königin Medb nach Persien geschickt um sie dort in den magischen Künsten ausbilden zu lassen. Als sie zurückkehrten, wurden sie im Kampf von Cu Chullain besiegt, der dabei jedoch auch selbst das Leben verlor.